# هاوکینز (تگزاس)
هاوکینز، تگزاس(به انگلیسی: Hawkins, Texas) شهری در ایالت تگزاس از ایالات جنوبی ایالات متحده آمریکا است. در سرشماری سال ۲۰۰۰، جمعیت این شهر ۱۵۲۴ نفر اعلام شد.